# Зобек, Вернер
Вернер Вальтер Зобек (нем. Werner Walter Sobek; род. 16 мая 1953 года, Ален, Германия) — немецкий архитектор и инженер-конструктор.

## Биография
Вернер Зобек родился 16 мая 1953 г. в немецком городе Алене. С 1974 по 1980 гг. изучал инженерное проектирование и архитектуру в Штутгартском университете. Там же, с 1980 по 1986 гг. будучи аспирантом, принимал участие в исследовательском проекте «Большепролётные лёгкие конструкции» («Wide-Span Lightweight Structures»). В 1987 году получил степень доктора наук в области гражданского строительства в Штутгартском университете. В 1983 году Зобек выиграл международную премию Фазлур Хан от фонда SOM.
В 1991 году Зобек стал профессором в Ганноверском университете имени Готфрида Вильгельма Лейбница (преемник Bernd Tokarz) и директором Института проектирования конструкций и строительных методов. В 1992 году Зобек основал собственную компанию под своим именем Werner Sobek с офисами в Штутгарте, Франкфурте, Лондоне, Нью-Йорке, Москве, Сан-Пауло и Дубае. В компании работает более 220 сотрудников, которые специализируются на всех типах зданий и конструктивных материалах. Особое внимание уделяется лёгким несущим конструкциям, высотным зданиям, светопрозрачным фасадным системам, специальным конструкциям из стали, стекла, титана, ткани и дерева, а также концепциям устойчивого развития.
Начиная с 1994 года Вернер Зобек — профессор в Штутгартском университете, директор Института лёгких конструкций и Центральной лаборатории по проектированию объектов строительства. В 2000 году под его руководством Институт лёгких конструкций и Институт проектирования и строительства объединяются в Институт лёгких конструкций и концептуального дизайна (ILEK). И в своих научных исследованиях и в методике преподавания ILEK и Штутгартский университет комбинируют архитектурный и конструктивный аспекты проектирования, выполняя анализ используемых технологий, конструктивных систем и материалов. На основании целенаправленного и междисциплинарного подхода, институт занимается разработкой всех видов строительных и несущих конструкций, используя все виды материалов. Начиная от отдельных элементов, заканчивая всей конструкцией, подход фокусируется на оптимизации формы и процесса строительства с точки зрения используемого материала, потребления энергии, надёжности и долговечности, повторной переработки и экологической устойчивости. Результаты этой работы опубликованы в двуязычных (немецкий / английский) научных изданиях института (IL), или отдельно в специальных научных докладах по конкретным темам.
С 2002 года он является членом палаты архитекторов федеральной земли Баден-Вюртемберга, членом Ассоциации немецких архитекторов (BDA), а также членом Германской академии городского и регионального планирования (DASL).
С 2006 по 2010 является членом научно-исследовательского совета Грацского технического университета и председателем научного совета Университета HafenCity в Гамбурге.
С 2008 до 2014 года Вернер Зобек является профессором Мис ван дер Роэ в Иллинойском технологическом институте. 10 июня 2009 года Зобек удостоен степени почётного доктора инженерных наук (Dr.-Ing. E. h.) Дрезденского технического университета за вклад в развитие современной архитектуры и стремление переосмыслить понимание здания будущего. С 2009 года является ассоциированным членом Американского института архитекторов. 8 ноября 2013 года в знак признания его выдающихся научных и технических достижений в области архитектуры и гражданского строительства получил степень почётного доктора (Dr. h.c.) Технического университета Граца.
Он принимал участие в основании, с 2007 по 2013 года входит в состав директоров и с 2008 по 2010 года является Президентом Совета по экологически чистым и устойчивым зданиям Германии (DGNB).
Вернер Зобек является членом совета попечителей федерального фонда Германии «Культура строительства» и с 2013 года является членом совета директоров IZKT (Международного центра культуры и
технологических исследований).

## Философия

### Концепция «Трёх нулей»
Концепция «Трёх нулей» (Tripple Zero©) — концепция, описывающая характеристики экологически устойчивого здания. Термин происходит от тройного использования слова «ноль» при описании необходимых стандартов: ноль энергопотребления, ноль выбросов, ноль отходов.

##### Ноль энергопотребления
Здание производит как минимум столько же энергии из возобновляемых источников, сколько оно использует для системы отопления, охлаждения, горячего водоснабжения и других внутренних инженерных систем.

##### Ноль выбросов
Здание не производит никаких выбросов (например, CO2, VOC и т. д.), являющихся вредными для пользователей или для окружающей среды.

##### Ноль отходов
Здание легко демонтировать или повторно переработать.

## Проекты

### Жилые дома
Вернер Зобек проектирует один жилой дом в год. Это экспериментальные проекты, выполняемые с применением новых технологий, которые в дальнейшем могут быть использованы при проектировании более крупных объектов. К таким проектам относится дом R128, расположенный в Штутугарте и принадлежащий семье Зобека; односемейные дома H16 и D10.
К одним из наиболее выдающихся исследовательских проектов Зобека можно отнести R129, представляющий собой почти дематериализованную конструкцию, состоящую из полностью прозрачной оболочки — очень лёгкого пластикового материала с энергосберегающим покрытием — и несущей рамы из углеродного волокна. Оболочка, с одной стороны, обеспечивает защиту человека, с другой стороны, позволяет создать тесный контакт с окружающей природой.

### Основные здания и сооружения
- 2001—2006 Международный аэропорт Бангкока Суварнабхуми, Бангкок, Таиланд; Архитектор: Murphy/Jahn, Чикаго, США
- 2000—2002 Головной офис Bayer, Леверкузен, Германия; Архитектор: Murphy/Jahn, Чикаго, США
- 2000—2002 Башня Deutsche Post, Бонн, Германия; Архитектор: Murphy/Jahn, Чикаго, США
- 2004—2006 Музей Мерседес-Бенц, Штутгарт, Германия, Архитектор: UN studio van Berkel & Bos, Амстердам, Нидерланды
- 2004—2006 Штаб-квартира Merc Serono, Женева, Швейцария; Архитектор: Murphy/Jahn, Чикаго, США
- 2004—2008 Европейский Инвестиционный Банк, Люксембург; Архитектор: Ingenhoven Architekten, Дюссельдорф, Германия
- 2006 Навес над трибуной для Папы Римского, Мюнхен, Германия
- 2010—2013 DC Tower 1, Вена, Австрия; Архитектор: Доминик Перро, Париж, Франция, Hoffmann-Janz Architekten, Вена, Австрия
- 2008—2012 Пламенные Башни, Баку, Азербайджан; Архитектор: HOK Architects, Лондон, Великобритания
- 2008—2011 Культурный центр Гейдара Алиева, Баку, Азербайджан, Архитектор: Zaha Hadid Architects, Лондон, Великобритания
- 2010—2013 Малая ледовая арена «Шайба», Сочи/Россия; Генпроектировщик: ЦНИИ Промздания, Москва, Россия
- 2011 F87 Энергоэффективный дом с электромобильностью, Берлин/Германия; Архитектор: ILEK, Вернер Зобек, Штутгарт, Германия
- 2011—2015 Башня «Исеть», Екатеринбург/Россия; Архитектор: Вернер Зобек, Доминанта (Екатеринбург, Россия)
- 2012 Временный павильон Сигэру Бана в Парке Горького, Москва, Россия; Архитектор: Сигэру Бан, Токио, Япония
- 2013—2015 Павильон «Времена Года», центр современной культуры «Гараж», Москва, Россия; Архитектор: OMA, Роттердам, Нидерланды
- 2013—2015 Grand City (Участок 15), ММДЦ «Москва-Сити», Москва, Россия; Архитектор: Вернер Зобек
- 2014—2017 EXPO-2017, Астана, Казахстан; Архитектор: Adrian Smith + Gordon Gill Architecture, Чикаго, США

## Выставки и презентации
- 1999 «Archi-neering» (Городской музей, Леверкузен, Германия)
- 2002 «Beyond Materiality» (Aedes Gallery East, Берлин, Германия)
- 2002—2003 «Новая немецкая Архитектура» (передвижная выставка)
- 2003 "Beyond Materiality " (Выставочный центр, Токио, Япония)
- 2003 «Housing — R129» (50 Венецианская биеннале, Венеция, Италия)
- 2004—2007 «Архитектура и Экология» (передвижная выставка)
- 2004 «Покажите мне будущее — wege in die zukunft[10]» (Пинакотека современности, Мюнхен/Германия)
- 2003—2004 « Beyond Materiality — Тур по Китаю» (Пекин, Сучжоу, Чжэцзян, Фучжоу, Шэньчжэнь)
- 2004 « Sobek und Seele — высокоэффективные стеклянные фасады»[11] (Музей архитектуры Швабен, Аугсбург, Германия)
- 2005 «Слияние архитектуры и инженерии — Лёгкость, адаптивность и прозрачность» (Американский университет в Каире)
- 2006—2007 «Зелёный дом — Новые направления в экологической архитектуре и дизайне» (Национальный музей Строительства, Вашингтон, США)
- 2008—2009 «Интерьер. Экстерьер. Жизнь в искусстве» (Музей искусств Вольфсбурга)
- 2009—2011 «Проектируя будущее: Вернер Собек» (передвижная выставка, Гёте-Институт в Джакарте, Бандар-Лампунг, Палембанг, Пеканбару, Медан, Банда Ачех, Кендари)
- 2009 "Эскизы для будущего. Вернер Зобек — Архитектура и Конструктив "(Ringturm-Galerie Вена/Австрия)
- 2010 «Проектируя будущее» (Музей современного искусства и дизайна, Манила/Филиппины)
- 2010 «Проектируя будущее» (передвижная выставка в Боливии: Ла-Пас, Сукре, Санта-Крус)
- 2010 "Эскизы для будущего. Вернер Зобек и ILEK "(Московская биеннале архитектуры, Москва, Россия).
- 2011 «Проектируя будущее» (фестиваль архитектуры Сибири, Новосибирск, Россия)

## Награды
- 1983: Премия Фазлур Хана от фонда SOM (Skidmore, Owings and Merrill), Нью-Йорк/США
- 1989: Hubert-Rüsch-Preis от Немецкой Ассоциации Бетона (Deutschen Betonvereins)
- 1998, 2001: Премия DuPont Benedictus
- 1998: Премия от Industrial Fabrics Association International
- 1999: Европейская премия за деревянное строительство — European Glulam Award (Спортивный зал[12] Школы Оденвальд[13])
- 1999: Премия Фрица Шумахера от фонда Alfred Toepfer Stiftung F.V.S.
- 1999: Приз за «Здание года» от объединения архитекторов и инженеров Гамбурга (Стадион Роттенбаум[14])
- 2002: Награда за инновации в области архитектуры (выставочный стенд Nautilus)
- 2003: Премия Хьюго Хэринга R128
- 2005: Премия Огюста Перре от МСА
- 2005: Медаль Фазлур Хана от Совета по высотным зданиям и городской среде
- 2009: Приз от Stahlbau Zentrum Schweiz
- 2010: Медаль de la Recherche et de la Technique французской академии архитектуры
- 2012: Немецкая премия EUROSOLAR — Европейская Ассоциация в области возобновляемых источников энергии
- 2012: Премия Tsuboi от IASS[15]
- 2013: Международная архитектурная премия - башни «Танцующие Драконы» в Сеуле[16]
- 2013: Медаль за заслуги (Баден-Вюртемберг)
- 2013: Nike 2013, Приз от Ассоциации немецких архитекторов (BDA) (Nike за проект Trumpf Campus Canteen)
- 2014: Премия за лучший архитектурный проект года (Культурный центр Гейдара Алиева)
- 2014: Премия им. Мис ван дер Роэ (В10)
- 2015: Премия Фрица Леонхардта